# RADIO MAMBO JAMBO
『RADIO MAMBO JAMBO』（ラジオ・マンボ・ジャンボ）は、秋田放送ラジオで平日の夜に放送されていた深夜放送番組であった。1995年放送開始。

## 放送時間
- 毎週月曜 - 金曜 22:00 - 22:30

## 番組内容
曜日ごとに若手アナウンサーがおしゃべりと音楽でお送りする深夜放送。

## 主な内容
月曜 : バカヤローコーナー
プッツン体験談は誰にでもあるもの。でも、普段はきれたくても切れることが出来ない人のために、ボクがかわりにスタジオできれてあげよう！
火曜 : マッキークラブ
恥ずかしい恋愛体験、公衆の面前でやってしまったお恥ずかしい出来事などをお持ちのあなたっ！マッキークラブの会員になりませんか？もれなくゲストとして番組に出演してもらいます。
水曜 : 教えて！セコマン
15年前の「明星」「平凡」から制服まで、まだ持っている、私”セコマン”こと原志保に「私はもっとセコいっ！」という人の挑戦受け付けます。
木曜 : 実験クン〜やってみたらおいしかった！〜
ただ普通に食べたり飲んだりするのはおもしろくない！変わった食べ方大募集！
金曜 : オールマイティ裕貴の日
昔なつかしい、ドーナツ盤レコードをかけています。

## パーソナリティ
全て、放送当時秋田放送アナウンサー
- 月曜 : 松浦大悟
- 火曜 : 太田真希
- 水曜 : 原志保
- 木曜 : 村野凉子
- 金曜 : 井関裕貴